# Малая Талица (Костромская область)
Малая Талица — деревня в составе Шангского сельского поселения Шарьинского района Костромской области России.

## География
Расположена на берегу реки Большая Шанга.

## История
Согласно Спискам населенных мест Российской империи в 1872 году деревня относилась к 3 стану Ветлужского уезда Костромской губернии. В ней числилось 7 дворов, проживало 31 мужчина и 27 женщин.
Согласно переписи населения 1897 года в деревне проживал 101 человек (44 мужчины и 57 женщин).
Согласно Списку населенных мест Костромской губернии в 1907 году деревня относилась к Николо-Шангской волости Ветлужского уезда Костромской губернии. По сведениям волостного правления за 1907 год в деревне числилось 20 крестьянских дворов и 110 жителей. Основным занятием жителей деревни был лесной промысел.

## Население
| 2008 | 2010 | 2014 |
| ---- | ---- | ---- |
| 19   | ↘6   | ↗7   |